# Escuela Superior de las Bellas Artes de Tours
La Escuela Superior de las Bellas Artes de Tours fue fundada en 1774 y reconstruida en 1960 en el corazón de la Villa de Tours.

## Cursos
La escuela propone dos cursos diferentes :
- Un curso nacional generalista en arte, que culmina con un Diploma nacional superior de expresión plástica
- Un curso nacional especializado en conservación y restauración de obras escultóricas , igualmente culminado con un Diploma nacional superior de expresión plástica.

## Sitio Oficial
http://www.esbatours.com/ (enlace roto disponible en Internet Archive; véase el historial, la primera versión y la última).

## Blog/guía del estudiante
http://www.esbatours.com/ Archivado el 26 de abril de 2011 en Wayback Machine.